# Поллак, Голан
Голан Поллак (ивр. גולן פולק‎, род. 10 сентября 1991, Тель-Авив) — израильский дзюдоист, чемпион и призёр чемпионатов Израиля, чемпион Маккабиады, призёр чемпионата мира, участник летних Олимпийских игр 2012 и 2016 годов.

## Карьера
Родился 10 сентября 1991 года в Тель-Авиве. Бронзовый (2008 и 2011 годы), серебряный призёр (2012) и чемпион (2009) Израиля. В 2009 году стал чемпионом Маккабиады. Победитель и призёр многих престижных международных турниров. Бронзовый призёр чемпионата мира 2015 года в Астане.
На Олимпиаде 2012 года в Лондоне в первой же схватке потерпел поражение от французского дзюдоиста Давида Лароса и потерял право участвовать в борьбе за медали. На летних Олимпийских играх 2016 года в Рио-де-Жанейро проиграл первую схватку борцу из Замбии Мэтьюсу Пунзе и выбыл из дальнейшей борьбы.